# Ефтим Гашев
Ефтим Гашев (на македонска литературна норма: Ефтим Гашев) е писател, публицист и общественик от Република Македония, македонски националист и жертва на политическия терор в Социалистическа Република Македония.

## Биография
След 1944 година се включва в революционна група на ВМРО в Югославия. Арестуван е осъден през 1945 година, лежи в различни затвори и концлагери като Идризово, където се среща с хора като Йордан Чкатров и други. Въпреки това се смята за македонец по националност, приема България за агресор по време на Втората световна война и критикува ВМРО на Тодор Александров и Иван Михайлов.
До 1966 година е главен директор на предприятието за земеделско снабдяване „Агроснабдител“, Скопие.
През 2005 година Ефтим Гашев публикува статия, в която с официални югославски източници доказва малочислеността и неефективността на комунистическата съпротива във Вардарска Македония по време на българското управление през Втората световна война В отговор университетският преподавател Илия Йосифовски, Тодор Атанасовски и председателят на Съюза на борците на Македония Гавро Пановски публикуват статии в няколко поредни броя на същия вестник, с които опровергават Ефтим Гашев. Според Гавро Пановски и Орде Ивановски Евтим Гашев е членувал в Бранник и като такъв е участвал във всички пробългарски манифестации в Скопие.
През 2006 година влиза в конфликт със „Сдружението на граждани политически прогонвани, затваряни и осъждани за идеята за самостойност на македонския народ и неговата държавност“, тъй като неговото име не е включено в издание за репресираните по време на Югославия на Института за национална история на Република Македония.
Автор е на книгите „Сборник – политически затвореници 1945 – 1990“, „Свето писмо“, „Непокор“, „Нашата кауза“, „Сончогледи“, „Драпаници“, „Аритмија“ и други.